# Tolly Thompson
Tolly Thompson (* 24. Juni 1973 in Cedar Falls, Iowa) ist ein ehemaliger US-amerikanischer Ringer. Er gewann 2005 bei der Weltmeisterschaft eine Bronzemedaille im freien Stil im Schwergewicht.

## Werdegang
Tolly Thompson besuchte die Janesville High School in Janesville. Dort begann er auch mit dem Ringen, wobei er den freien Stil bevorzugte. Aus dieser Zeit sind von ihm keine Ergebnisse bekannt. Ab 1993 besuchte er dann die University of Nebraska, die er bis 1997 besuchte. Dort erhielt er eine gezielte Förderung als Freistilringer. Er wurde auch Mitglied des Sunkist Kids Wrestling Club. Im Laufe seiner Karriere wurde er von einer ganzen Reihe von Trainern betreut. Die bekanntesten unter ihnen sind Mike Duroe, Joe Seay, Kevin Jackson und Brad Penrith.
1993 wurde er US-amerikanischer Juniorenmeister im Superschwergewicht (Klasse bis 130 kg Körpergewicht (KG)) und auch noch US-amerikanischer Studentenmeister der AAU (Amateur Athleten Union) im Schwergewicht (bis 100 kg KG). Auf Grund dieser Erfolge wurde er im gleichen Jahr bei der Panamerikanischen Meisterschaft eingesetzt und belegte dort im Schwergewicht hinter Héctor Milián aus Kuba den 2. Platz.
In den nächsten Jahren war er nur auf nationaler Ebene erfolgreich. Zu internationalen Einsätzen kam er zunächst nicht mehr, weil in den Vereinigten Staaten in seiner Gewichtsklasse Bruce Baumgartner, Olympiasieger und mehrfacher Weltmeister, das Geschehen auf der Matte bestimmte und fast alle internationalen Meisterschaften selbst bestritt. Nach dessen Rücktritt nach den Olympischen Spielen 1996 erhielt Tolly Thompson in Kerry McCoy, Stephen Neal, Steve Mocco und Thomas Rowlands in den Vereinigten Staaten weitere harte Konkurrenten, gegen die er sich nur sporadisch durchsetzen konnte. Trotzdem hatte er in seiner weiteren Karriere noch einige Erfolge.
Er gewann zunächst als Studentenringer im Jahr 1995 bei den NCAA-Championships (US-amerikanische Studentenmeisterschaft) den Titel vor Justin Greenlee und Kerry McCoy. Im Jahr 1996 kam er bei dieser Meisterschaft hinter Jeff Walter und Justin Harty auf den 3. Platz, genauso wie 1997, als er diesen Platz hinter Kerry McCoy und Stephen Neal erreichte.
1998 wurde er erstmals US-amerikanischer Meister im Schwergewicht, unterlag aber bei der Weltmeisterschafts-Ausscheidung (Trials) gegen Kerry McCoy. Kerry McCoy startete daraufhin bei der Weltmeisterschaft. Tolly Thompson kam aber bei der Panamerikanischen Meisterschaft in Winnipeg zum Einsatz und holte sich dort vor dem Kubaner Alexis Rodríguez Valera den Titel. Im Jahre 2002 gewann er dann in Maracaibo zum zweiten Mal den Titel bei einer Panamerikanischen Meisterschaft, wobei er erneut Alexis Rodríguez Valera besiegte.
Zwischen 2000 und 2004 belegte er bei den USA-Meisterschaften und den WM-Trials immer Plätze zwischen zwei und fünf und kam so zu keinem Einsatz bei einer internationalen Meisterschaft, außer dem im Jahre 2002 in Maracaibo.
Im Jahre 2005 wurde er zum zweiten Mal USA-Meister und siegte auch bei der WM-Ausscheidung vor Steve Mocco. Bei der Weltmeisterschaft in Budapest verlor er zwar seinen ersten Kampf gegen Aydın Polatçı aus der Türkei, holte aber dann mit Siegen über Rareș Chintoan aus Rumänien, Wadym Tassoew aus der Ukraine und Kuramagomed Kuramagomedow aus Russland noch die Bronzemedaille. Sein Sieg über Kuramagomedow sorgte für Aufsehen. Vor dieser Weltmeisterschaft startete er 2005 in Machatschkala (Dagestan) beim sogenannten Supercup, einem Länderturnier. Er siegte dort über Səlim İşxanov aus Aserbaidschan, unterlag aber gegen Biljal Machow aus Russland knapp nach Punkten.
2006 wurde Tolly Thompson erneut US-amerikanischer Meister und gewann auch wieder die WM-Trials. Bei der Weltmeisterschaft in Guangzhou besiegte er erst den Ex-Weltmeister Eldari Luka Kurtanidse aus Georgien, verlor aber dann gegen Fardin Masoumi Valadi aus dem Iran und landete auf dem 14. Platz.
Tolly Thompson war noch bis zum Jahre 2008 aktiv. Er wollte sich unbedingt für die Teilnahme an den Olympischen Spielen in Peking qualifizieren. Das misslang ihm aber, als er bei den Vorkämpfen der Olympia-Trials mit Niederlagen gegen Scott Steele und Les Sigman und nur einem Sieg über Zachary Rey vorzeitig ausscheiden musste. Danach erklärte er seinen Rücktritt als aktiver Ringer.
Tolly Thompson war 1999 und 2000 Assistenztrainer und 2001 und 2002 Cheftrainer an der Nebraska State University. Seit 2003 ist er Cheftrainer an der University of Northern Iowa und wohnt mit seiner Familie in Waterloo.

## Internationale Erfolge
| Jahr | Platz | Wettbewerb                                  | Gewichtsklasse | |
| 1993 | 2.    | Panamerikanische Meisterschaft              | Schwer         | hinter Héctor Milián, Kuba, vor Luis Alcalá, Venezuela |
| 1998 | 1.    | Panamerikanische Meisterschaft in Winnipeg  | Schwer         | vor Alexis Rodríguez Valera, Kuba, und Yogi Johl, Kanada |
| 2001 | 1.    | „Dan-Gable“-Classics in Cedar Rapids        | Schwer         | vor Rasul Katinovasov, Usbekistan |
| 2001 | 1.    | Sunkist-Kids-Open in Phoenix (Arizona)      | Schwer         | vor Kellan Fluckinger und Orville Palmer, beide USA |
| 2002 | 1.    | „Dave-Schultz“-Memorial in Colorado Springs | Schwer         | vor Boschidar Bojadschiew, Bulgarien, Brian Keck, USA, und Barys Hrynkewitsch, Belarus |
| 2002 | 3.    | Intern. Turnier in Kiew                     | Schwer         | mit Siegen über Alexei Woronin, Russland, Jurij Juschka, Ukraine, und Martin Lasarow, Bulgarien, und einer Niederlage gegen Bagrat Chutaba, Russland                                              |
| 2002 | 1.    | Panamerikanische Meisterschaft in Maracaibo | Schwer         | vor Alexis Rodríguez Valera und Yonsi Antonio Sánchez Orozco, Venezuela |
| 2002 | 1.    | Sunkist-Kids-Open in Tempe (Arizona)        | Schwer         | vor Brian Keck und Billy Blunt, beide USA |
| 2002 | 1.    | New York AC-Open                            | Schwer         | vor Brian Keck und Angelo Borzio, beide USA |
| 2004 | 4.    | Akropolis-Turnier in Athen                  | Schwer         | mit Siegen über Theocharis Theocharos, Zypern, Bisser Siderow, Bulgarien, und Georgios Konstantinidis, Griechenland, und Niederlagen gegen David Musuľbes, Russland, und Rareș Chintoan, Rumänien |
| 2004 | 1.    | New York AC-Open                            | Schwer         | vor Jamie Cox und Arkadi Leuzitin, beide USA |
| 2005 | 1.    | „Dave-Schultz“-Memorial in Colorado Springs | Schwer         | vor Akihito Tanaka, Japan, und Ari Taub, Kanada |
| 2005 | 2.    | „Cerro Pelado“-Turnier in Matanzas          | Schwer         | hinter Alexis Rodríguez Valera, vor Disney Rodríguez, Kuba, und Ruslan Bassijew, Russland |
| 2005 | 3.    | Welt-Cup in Taschkent                       | Schwer         | hinter Alexis Rodríguez Valera u. Iwan Ischtschenko, Ukraine, vor Fardin Masoumi Valadi, Iran, und Mansur Minayev, Usbekistan                                                                     |
| 2005 | 3.    | WM in Budapest                              | Schwer         | mit einer Niederlage gegen Aydın Polatçı, Türkei , und Siegen über Rareș Chintoan, Wadym Tassoew, Ukraine, und Kuramagomed Kuramagomedow, Russland                                                |
| 2006 | 1.    | „Dave-Schultz“-Memorial in Colorado Springs | Schwer         | vor Michael Irving und Pat Cummins, bde. USA |
| 2006 | 3.    | „Yasar-Dogu“-Memorial in Ankara             | Schwer         | hinter Ali Reza Kaya, Türkei, und Alexander Monteogodo, Kuba, vor Şaban Yılmaz und Serbet Bulut, beide Türkei                                                                                     |
| 2006 | 14.   | WM in Guangzhou/China                       | Schwer         | mit einem Sieg über Eldari Luka Kurtanidse, Georgien, und einer Niederlage gegen Fardin Masoumi Valadi                                                                                            |
| 2007 | 2.    | Welt-Cup in Krasnojarsk                     | Schwer         | hinter Alireza Rezaei, Iran, vor Aljaksej Schamarau und Bachtijar Achmedow, beide Russland, und Oleg Kallagov, Usbekistan                                                                         |

Anm.: alle Wettbewerbe im freien Stil, WM = Weltmeisterschaft, Schwergewicht, bis 1996 bis 100 kg KG, von 1997 bis 2001 bis 130 kg und ab 2002 bis 120 kg KG

## Nationale Erfolge
| Jahr | Platz | Wettbewerb                  | Gewichtsklasse |                                                                                     |
| 1993 | 1.    | USA-Juniorenmeisterschaft   | Superschwer    |                                                                                     |
| 1993 | 1.    | NCAA-Studentenmeisterschaft | Schwer         |                                                                                     |
| 1995 | 1.    | NCAA-Championships          | Superschwer    | vor Justin Greenlee und Kerry McCoy                                                 |
| 1996 | 3.    | NCAA-Championships          | Superschwer    | hinter Jeff Walter und Justin Harty                                                 |
| 1997 | 3.    | NCAA-Championships          | Schwer         | hinter Kerry McCoy und Stephen Neal                                                 |
| 1998 | 1.    | USA-Meisterschaft           | Schwer         |                                                                                     |
| 1998 | 2.    | WM-Trials                   | Schwer         | hinter Kerry McCoy                                                                  |
| 1999 | 2.    | USA-Meisterschaft           | Schwer         | hinter Stephen Neal und vor Kerry McCoy                                             |
| 2000 | 3.    | USA-Meisterschaft           | Schwer         | hinter Kerry McCoy und Stephen Neal                                                 |
| 2001 | 2.    | USA-Meisterschaft           | Schwer         | hinter Kerry McCoy, vor Angelo Borzio und Thomas Rowlands                           |
| 2001 | 3.    | WM-Trials                   | Schwer         | hinter Kerry McCoy und Stephen Neal                                                 |
| 2002 | 2.    | USA-Meisterschaft           | Schwer         | hinter Kerry McCoy, vor Brian Keck und Andy Bowlby                                  |
| 2002 | 3.    | WM-Trials                   | Schwer         | hinter Kerry McCoy und Thomas Rowlands                                              |
| 2003 | 2.    | USA-Meisterschaft           | Schwer         | hinter Kerry McCoy und Brian Keck                                                   |
| 2003 | 2.    | WM-Trials                   | Schwer         | hinter Kerry McCoy                                                                  |
| 2004 | 3.    | USA-Meisterschaft           | Schwer         | hinter Kerry McCoy und Steve Mocco                                                  |
| 2004 | 2.    | Olympia-Trials              | Schwer         | hinter Kerry McCoy                                                                  |
| 2005 | 1.    | USA-Meisterschaft           | Schwer         | vor Steve Mocco, vor Billy Blunt                                                    |
| 2005 | 1.    | WM-Trials                   | Schwer         | vor Steve Mocco                                                                     |
| 2006 | 1.    | USA-Meisterschaft           | Schwer         | vor Steve Mocco und Thomas Rowlands                                                 |
| 2006 | 1.    | WM-Trials                   | Schwer         | vor Steve Mocco                                                                     |
| 2007 | 6.    | USA-Meisterschaft           | Schwer         | hinter Thomas Rowlands, Cole Konrad, Steve Mocco, Tervel Dlagnev und Michael Irving |
| 2008 | 4.    | USA-Meisterschaft           | Schwer         | hinter Thomas Rowland, Steve Mocco und Tervel Dlagnev                               |
| 2008 | unpl. | Olympia-Trials              | Schwer         | nach Sieg über Zachary Rey und Niederlagen gegen Scott Steele und Les Sigman        |

Anm.: NCAA = US-amerikanischer Hochschul-Sportverband, Schwergewicht, bis 1996 bis 100 kg KG, Superschwergewicht bis 1996 bis 130 kg KG